# 小松島インターチェンジ
小松島インターチェンジ（こまつしまインターチェンジ）は、徳島県小松島市前原町に建設中の徳島南部自動車道のインターチェンジである。

## 歴史
- 2006年（平成18年）11月：無料化につき設計変更（料金所削除と進入路変更）発表。
- 2024年（令和6年）9月27日：IC名称が「小松島IC」に正式決定[1]。
- 未定：小松島南IC - 徳島津田IC間開通に伴い、供用開始予定。

## 周辺
- 勝浦川
- 小松島ショッピングプラザルピア
- 徳島県立小松島西高等学校
- 中田駅（JR四国・牟岐線）
- 徳島赤十字病院
- 小松島市役所
- 丈六寺
- 徳島市総合動植物公園

## 接続する道路
- 国道55号徳島南バイパス

## 料金所
無料道路として整備される為、料金所は設置されない予定。

## ギャラリー

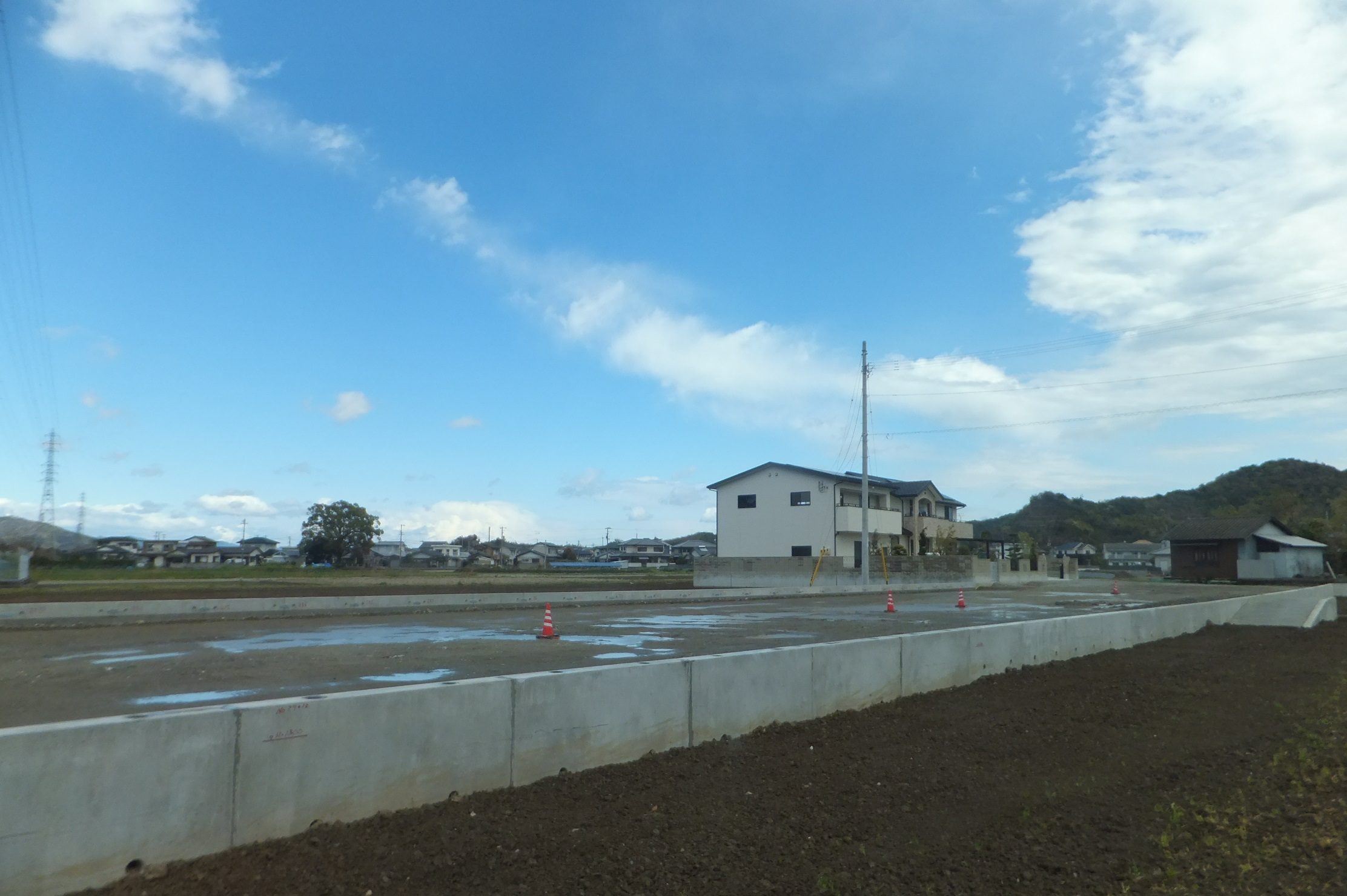
小松島市の中心部から当インターまで接続する建設中の道路
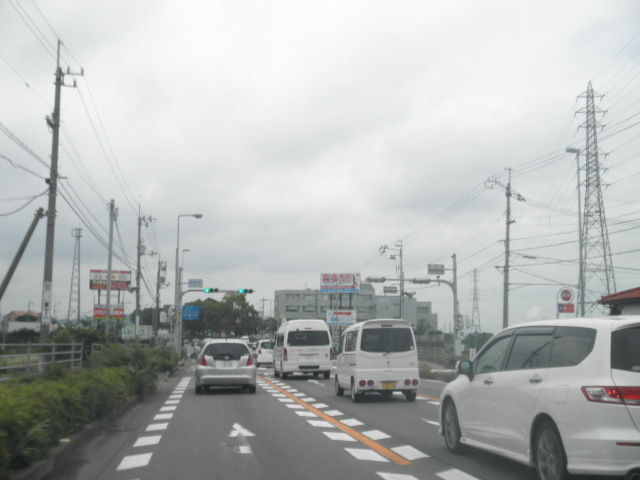
建設前の当インター

## 隣
E55 徳島南部自動車道
小松島南IC（事業中） - 小松島IC（事業中） - 徳島津田IC（事業中）